# 平岡裕也
平岡 裕也（ひらおか ひろや、1986年2月8日 - ）は、日本の競走馬生産者。日本軽種馬青年部連絡協議会 理事。

## 経歴
1986年、北海道勇払郡むかわ町出身。北海道苫小牧工業高等学校卒。　同期にEXILE SHOKICHI、ソチオリンピックホッケー代表中奥梓がいる。平岡牧場の四代目である。預託繁殖馬シゲルピンクダイヤの初の種付けに同行した。結果はモーリスの子を受胎した。
北海道勇払郡安平町の橋本牧場・橋本善太と高校時代に知り合い親交が深い。胆振軽種馬農業協同組合青年部監事。